# Bieriņi
Bieriņi – jeden z mikrorejonów Rygi – stolicy Łotwy – położony w dystrykcie Zemgale. Według danych na rok 2021 Bieriņi zamieszkiwały 7692 osoby, a gęstość zaludnienia wyniosła 1801 os./km².

## Geografia
Całkowita powierzchnia Bieriņi wynosi 4,27 km², czyli prawie tyle samo ile wynosi średnia powierzchnia wszystkich mikroregionów Rygi. Graniczy m.in. z Āgenskalns, Pleskodāle oraz Torņakalns.

## Galeria

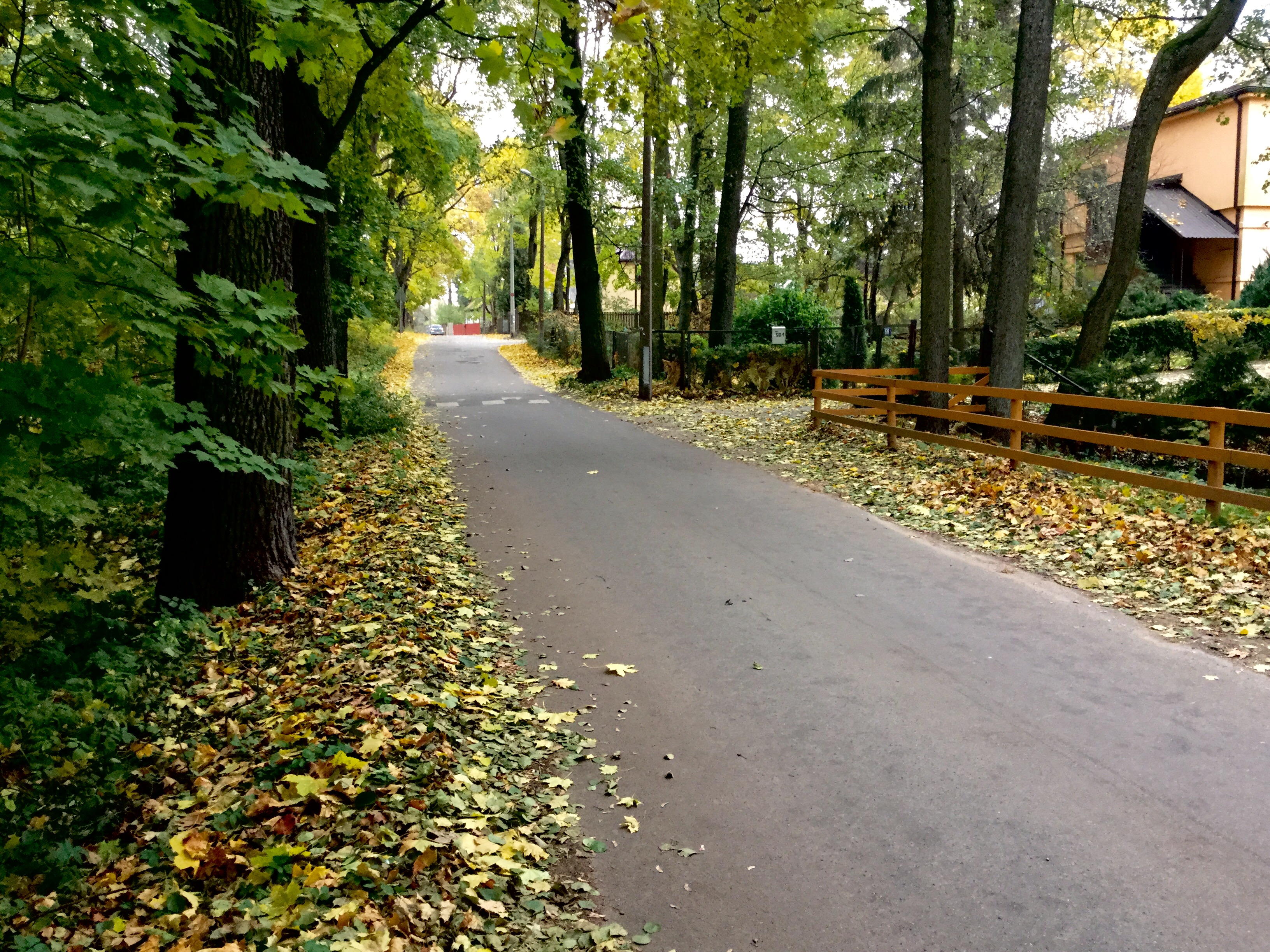
Ulica Codes w Bieriņi
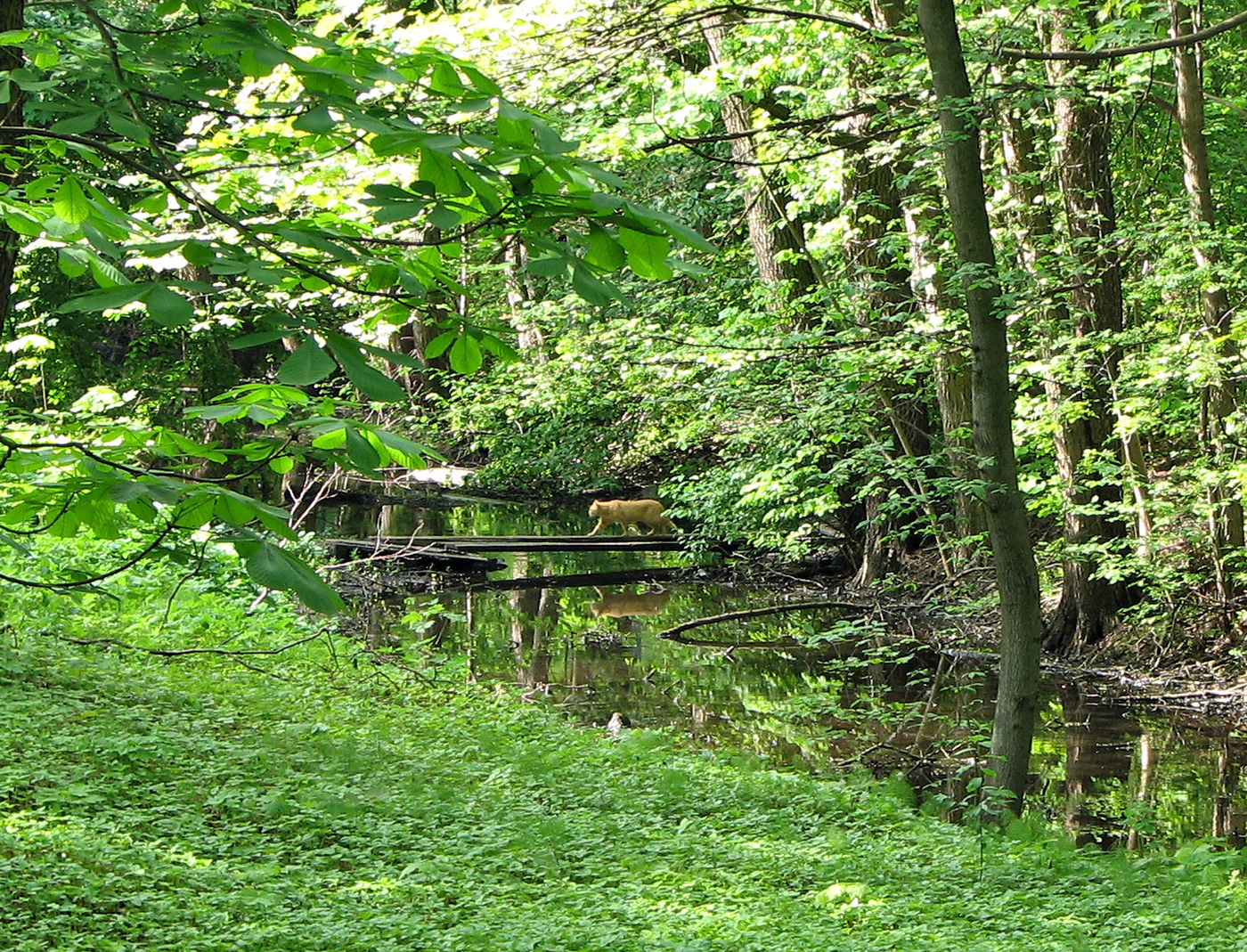
Zdjęcie lasu w Bieriņi
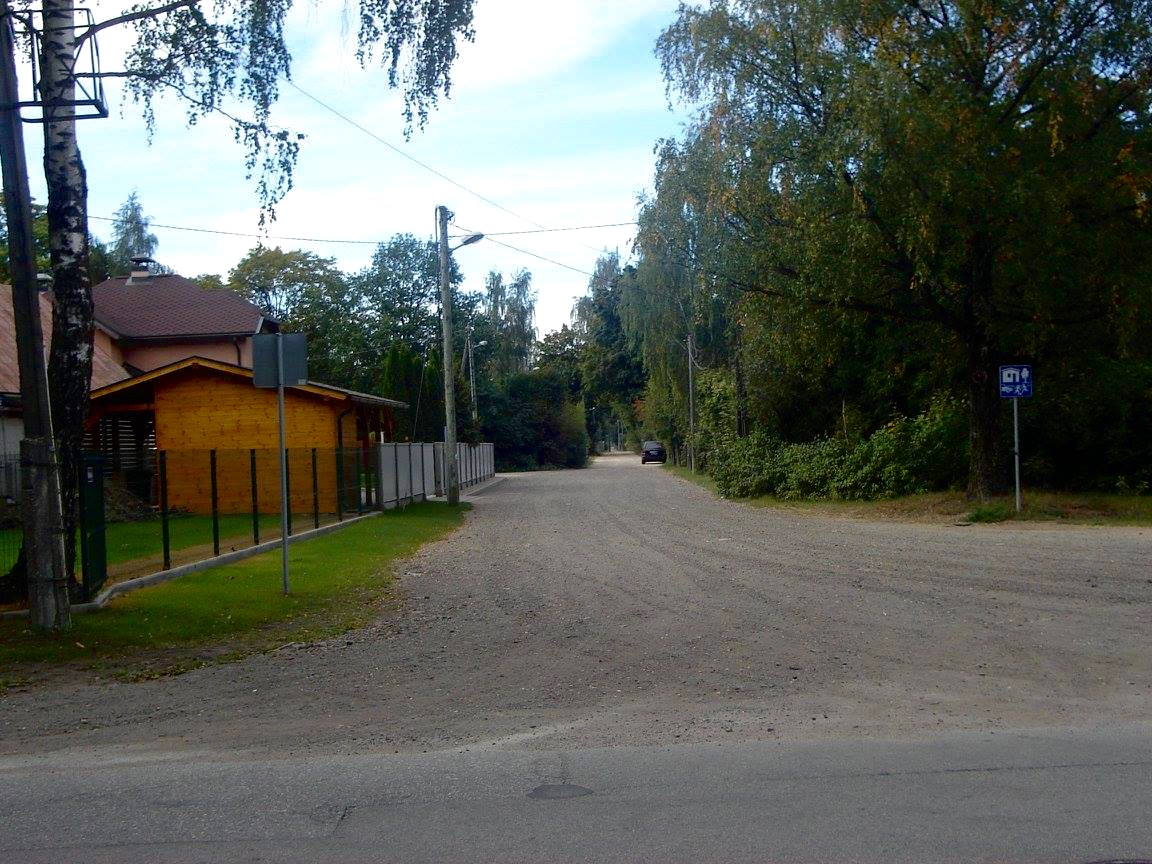
Ulica Mežotnes w Bieriņi
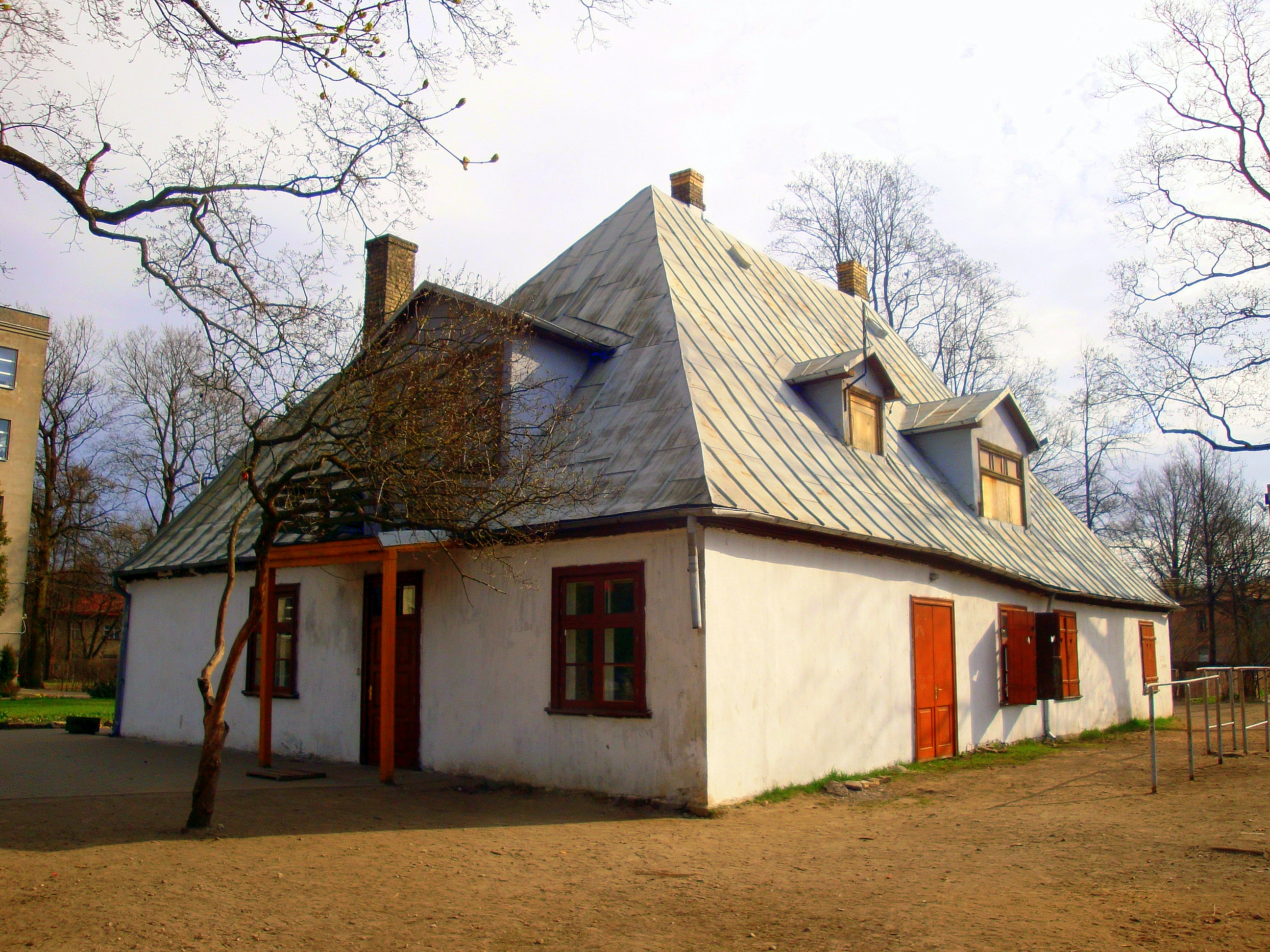
Zabytkowy dworek w Bieriņi
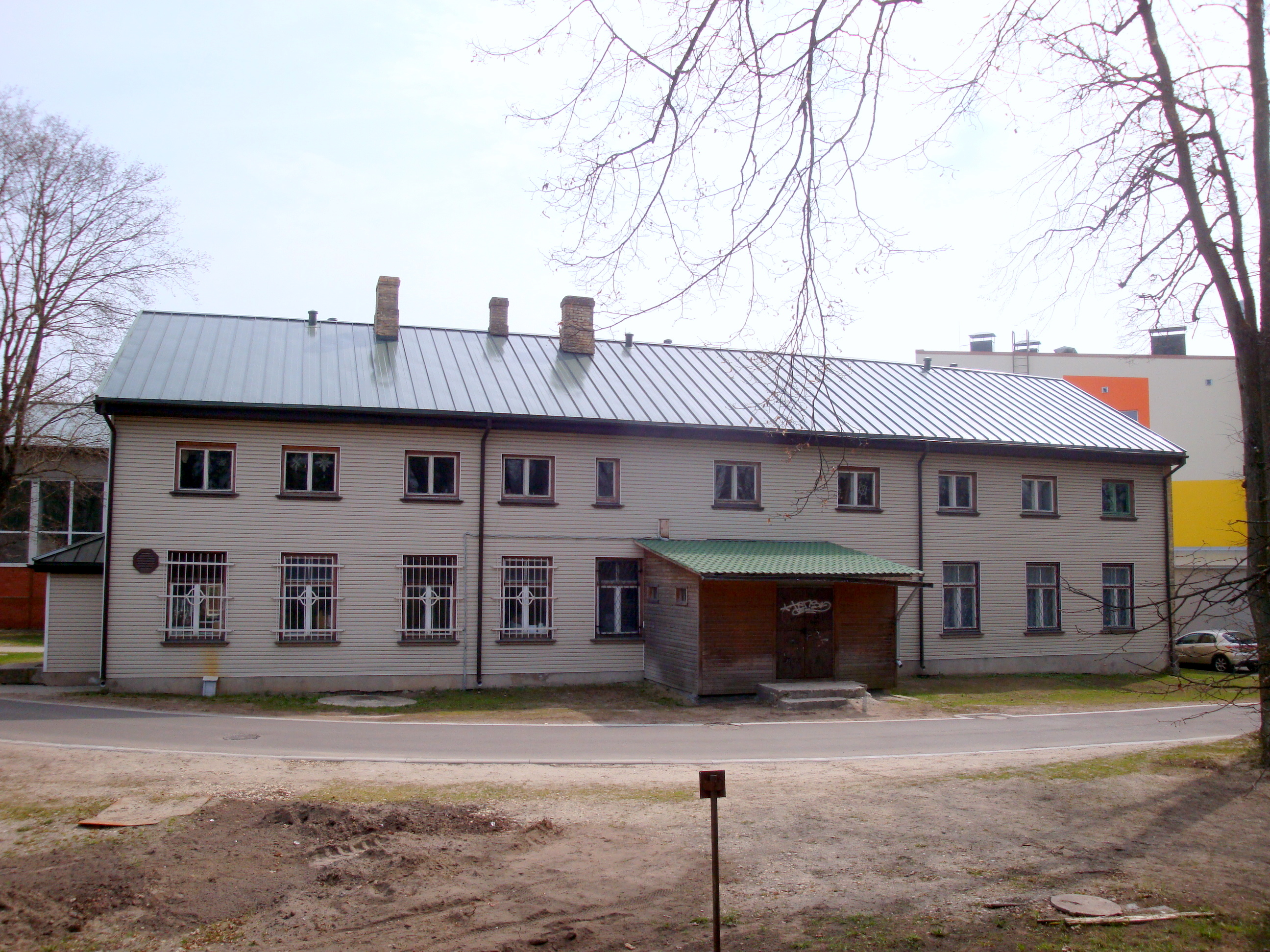
Szkoła w Bieriņi